# City of the Sun (serie de televisión)
City of the Sun (en hangul, 태양의 도시) es una serie de televisión surcoreana emitida durante 2015 y protagonizada por Kim Joon (integrante de la boy band «T-Max» y protagonista del drama de KBS 2TV Boys Over Flowers en 2009), Jeong Min, Song Min Jeong, Jeong juyeon y Kim Sung Gyeong.
Fue trasmitida por el canal de pago MBC Dramanet desde el 30 de enero hasta el 7 de abril de 2015, finalizando con una longitud de 20 episodios al aire las noches de los días viernes y sábados a las 20:50 (KST).
Está basada en la novela «Tetsu no Hone (鉄の骨)» del escritor japonés Jun Ikeido, publicada en 2010 y ganadora del premio «Yoshikawa Eiji» para nuevos escritores, la novela narra la vida de un hombre que trabaja en una empresa de construcción y es transferido a la sección de ventas, donde debe lidiar con la corrupción al interior de esta.
No es la primera vez que se adapta el libro a televisión, en 2010, el canal de televisión japonés NHK, lanzó un dorama de cinco episodios llamado al igual que la novela mencionado anteriormente.

## Sinopsis

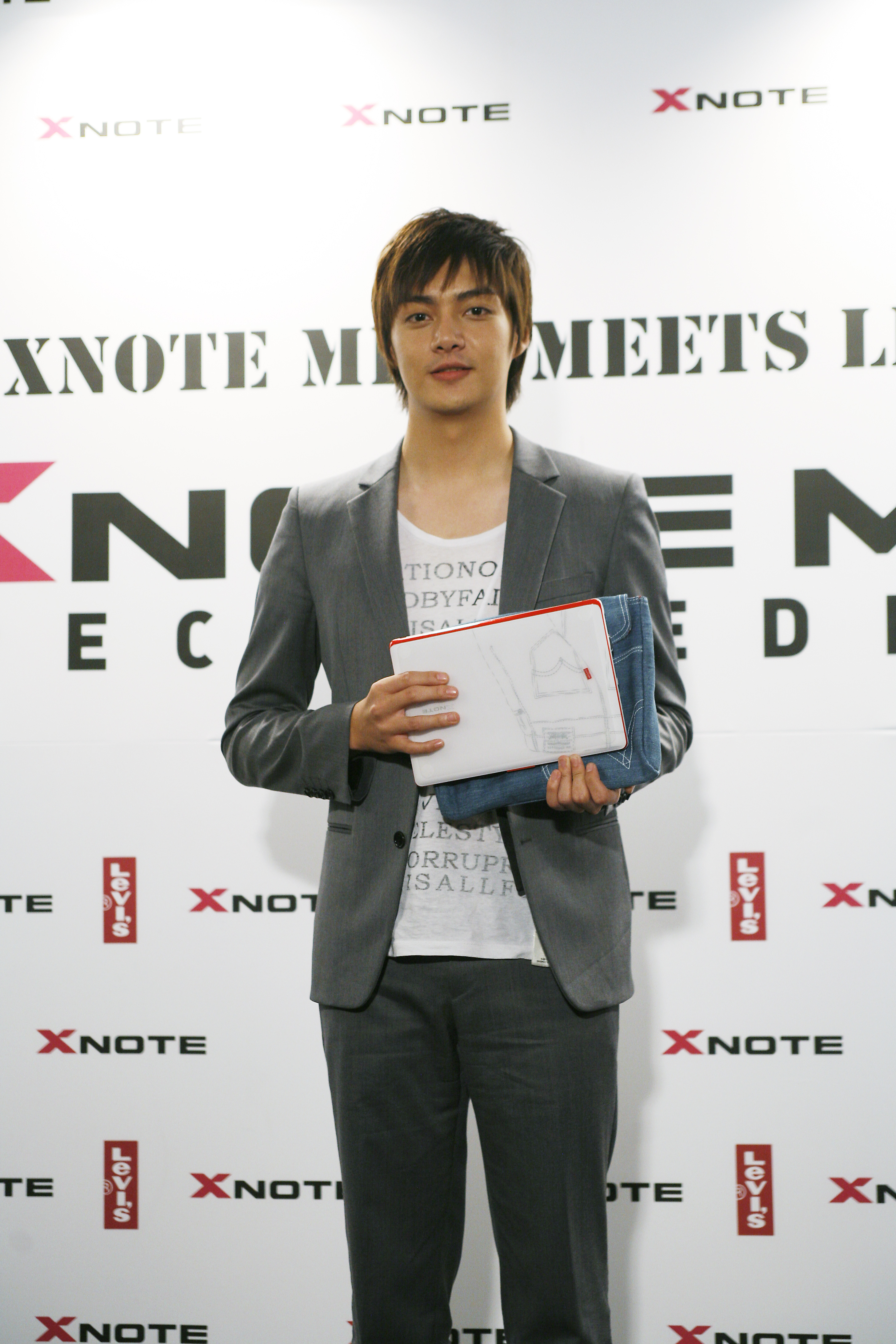
El actor Kim Jun que interpreta a Kang Tae Yang

El recién graduado Kang Tae Yang (Kim Jun), comienza a trabajar en «Hanguk Construction», la empresa de construcción con más prestigio de Corea del Sur, ahí forma lazos de amistad con el director general So Woo Jin (Jeong Min), quien también es hijo del dueño de «Hanguk Construction», todo va bien hasta que se da cuenta de que al interior de la empresa existe corrupción, lo que provoca que tenga que decidirse entre delatar a la empresa e irse, o mantener el secreto y consigo su puesto de trabajo.

## Reparto

### Principal
- Kim Jun como Kang Tae Yang.[8]
- Jeong Min como So Uh Jin[9]
- Song Min Jeong como Han Ji Su.
- Jeong juyeon como So Hye Jin.
- Kim Sung Gyeong como Yun Seon Hui.

### Secundario
- Im Dae Ho como Park Yun Sig.
- Jeong Han Yong como Bae Myeong Je.
- Yun Seung Won como So Hoe Jang.
- Son Min Seog como Kkang Da Gu Park.
- Seo Ji Yeon como So Eun Jin.
- Lee Hui Seog como Choi Dae Un.
- An Sang Tae.
- Kim Deok Hyeon.
- Yu Pil Lan.
- Seo Jin Won.
- Jo Seon Mug.
- Heo Sung-tae como Detective.